# Ministère de l'Environnement (Australie)
Pour les articles homonymes, voir Ministère de l'Environnement.

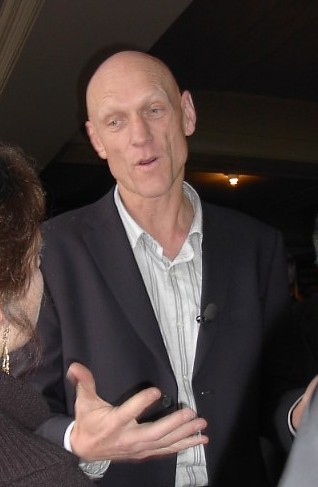
Peter Garrett, ministre australien de l'Environnement de 2007 à 2010.

Le ministère australien de l'Environnement (officiellement Department of the Environment) est, de 2013 à 2016, le ministère du gouvernement australien chargé de la protection et de la conservation de l'environnement naturel australien et de son patrimoine culturel. 
Les buts déclarés du ministère sont les suivants : 
– la protection et la conservation de l'environnement ;
– le contrôle du bon fonctionnement des services météorologiques australiens et des sciences connexes ;
– la défense des intérêts de l'Australie dans l'Antarctique.
Le ministère gère un certain nombre de grands programmes. Le plus important de ceux-ci est celui qui a trait à la gestion des ressources naturelles sous l'égide du département de la Protection de la nature et du département de la Salinité et la Qualité de l'eau. Les deux sont administrés conjointement avec le ministère de l'Agriculture, de la Pêche et des Forêts. 
Le ministère est partagé en un certain nombre de directions (la direction de l'Antarctique australien, la direction des affaires scientifiques, la direction du patrimoine, la direction des parcs nationaux) ainsi qu'un certain nombre d'agences exécutives et d'autorités statutaires. 
Le ministère s'occupe de faire voter les lois sur l'environnement notamment l’Environment Protection and Biodiversity Conservation Act 1999. Il est également responsable de la participation de l'Australie à un certain nombre d'accords internationaux sur l'environnement. 
Le département administre les îles de la mer de Corail, les îles Heard-et-MacDonald (par l'intermédiaire de la direction de l'Antarctique australien) et supervise certains domaines politiques dans l'île Norfolk et Christmas.